# وزارت علیا و ادغام اسرائیل
وزارت علیا و ادغام اسرائیل (انگلیسی: Ministry of Aliyah and Integration، عبری: משרד אליה והקליטה‎، ت. «Misrad HaAliyah VeHaKlita») یکی از وزارتخانه‌های دولت اسرائیل است که مسئول ارائه کمک به مهاجران است.